# Жауынтаев, Бауыржан Сабыржанович
Бауыржан Сабыржанович Жауынтаев (каз. Бауыржан Сабыржанұлы Жауынтаев; род. 14 июня 1997) — казахстанский дзюдоист. Чемпион мира среди кадетов (2013), чемпион Азии (2012), победитель юношеских Олимпийских игр (2014). Мастер спорта РК международного класса.
Первый казахстанский кадет, поднявшийся на вершину пьедестала почета мирового первенства.
Он начал заниматься дзюдо с 10 лет. Выпускник школы-интерната для одаренных в спорте детей имени Ж. Бахадура, Бауыржан Жауынтаев в 2012 году стал бронзовым победителем детских Азиатских Игр, которые проходили в Якутии. Также, он многократный чемпион Кубка Европы, золотой медалист чемпионата Азии, который состоялся в городе Тайпей Китая, где выполнил норматив мастера спорта РК.
В 2014 году на международных соревнованиях, прошедших в городе Майами США, стал первым чемпионом мира по дзюдо среди подростков.
На взрослом уровне — победитель чемпионата Казахстана 2016 года в категории до 60 кг. Входит в национальную сборную.
В настоящее время[когда?] он ученик второго курса Кызылординского педагогического колледжа. Воспитанием молодого спортсмена, который, несмотря на столь юный возраст добился определенных высот в спорте, занимается квалифицированный тренер Кален Калиулы.